# Peder Hård (1588–1649)
Peder Hård, (Peder Hård af Segerstad), född 1588 på Hjällö, Hova socken, Skaraborgs län, död 2 juli 1649 på Munkeberg, Grevbäcks socken, Skaraborgs län, var en svensk militär, kammarherre och godsägare. Han gick under sin livstid under namnet Rika Tivedsgubben.
Han var son till Erik Hård och Elin Posse samt gift första gången 1616 med Christina Ulfsparre (dotter till riksrådet och ståthållaren Hans Eriksson Ulfsparre) och andra gången från 1619 med Christina Lillie af Aspenäs. Han var far till generallöjtnanten Johan Hård (1617-1691) och ryttmästaren Göran Hård (1621-1672). Han var från 1607 i tjänst hos hertig Johan och vistades 1610–1613 i Tyskland och Böhmen. Han blev hovjunkare 1613 och var från samma år fänrik under ryttmästaren Lars Tykesson. Från 1622 var han kammarherre hos konung Gustaf II Adolf. Som godsägare drev han gårdarna Hjällö, Hårdaholm samt Gudhammar och  Wahlaholm båda i Hova socken och Munkebergs säteri i Grevbäcks socken.